# Ysundamarken
Ysundamarken är ett naturreservat i Finspångs kommun i Östergötlands län.
Området är naturskyddat sedan 2009 och är 78 hektar stort. Reservatet sträcker sig sydväst från stranden av Skiren. Reservatet består av en gammal tall och små myrmarker.